# Arleen Sorkin
Arleen Sorkin, född 14 oktober 1955 i Washington, D.C., död 24 augusti 2023 i Los Angeles, Kalifornien, var en amerikansk skådespelare, manusförfattare och komiker.
Sorkin spelade bland annat Calliope Jones i TV-serien Våra bästa år och gjorde rösten till Harley Quinn i Batman: The Animated Series.